# 克林雷氏鯰
克林雷氏鯰，為輻鰭魚綱鯰形目鼬鯰科的其中一種，為熱帶淡水魚，分布於中南美洲墨西哥至阿根廷淡水流域，體長可達47.4公分，棲息在沿岸沙底質有沉積物的溪流底層水域，屬肉食性，以魚類、甲殼類及昆蟲等為食，喜於夜間活動，具有毒鰭條，生活習性不明，可作為食用魚及養殖魚類。

## 扩展阅读
維基物種上的相關：克林雷氏鯰